# 章克申牧場 (加利福尼亞州)
章克申牧場（英語：Junction Ranch）是位於美國加利福尼亞州因約縣的一個非建制地區。該地的面積和人口皆未知。

## 地理
章克申牧場的座標為36°04′26″N 117°30′46″W / 36.07389°N 117.51278°W，而該地的平均海拔高度為1751米（即5745英尺）。